# Romaniv (huyện)
Huyện Romaniv (tiếng Ukraina: Романівський район, chuyển tự: Romanivs’kyi raion) là một huyện của tỉnh Zhytomyr thuộc Ukraina. Huyện Romaniv có diện tích 928 km², dân số theo điều tra dân số ngày 5 tháng 12 năm 2001 là 33282 người với mật độ 36 người/km2. Trung tâm huyện nằm ở Romaniv.